# Bentley 3 Litros

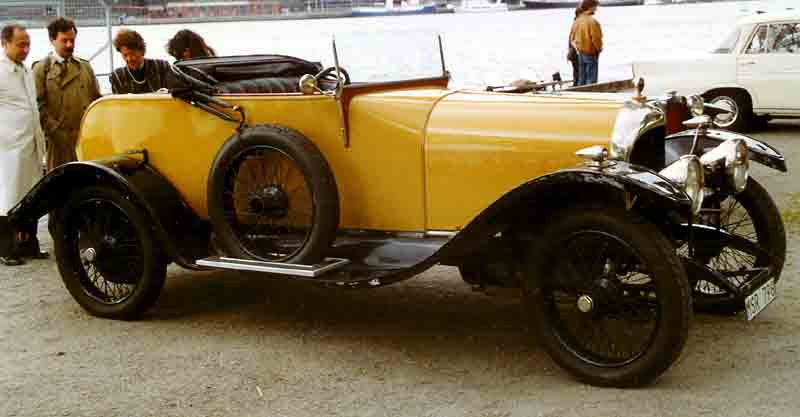
Bentley 3-Litre Drophead Coupé 1921

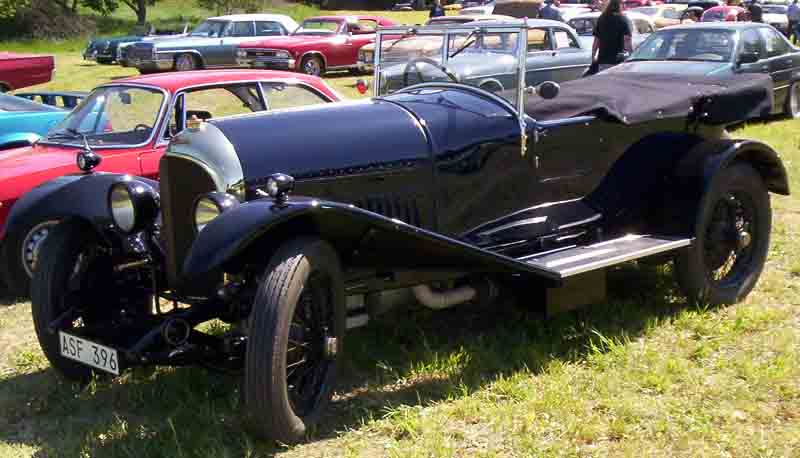
Bentley 3-Litre Tourer 1924

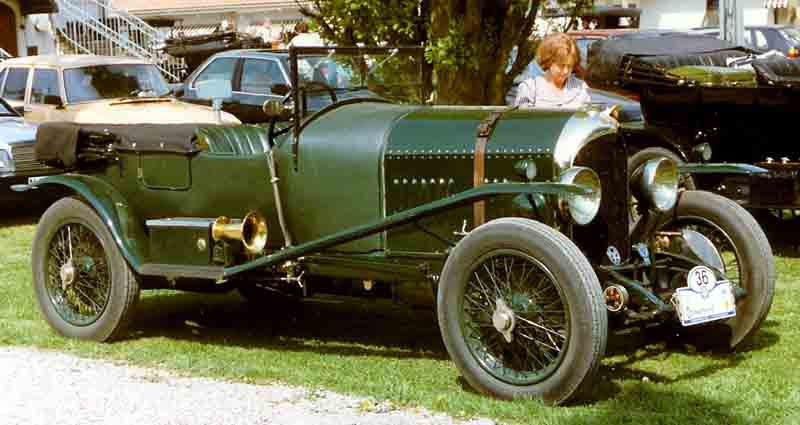
Bentley 3-Litre Speed Model 4-Seater Tourer 1925

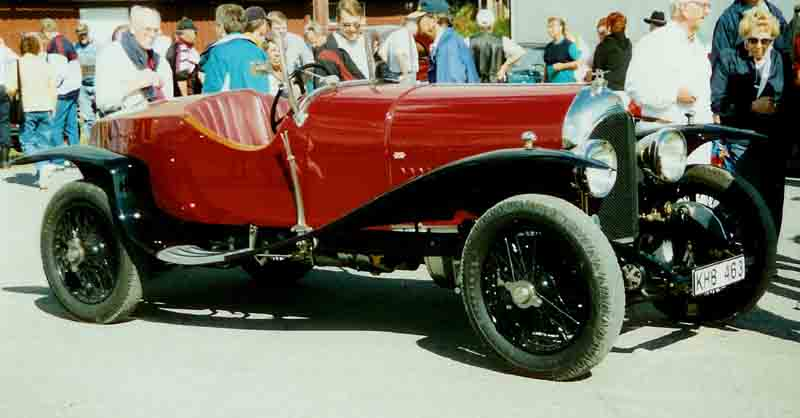
Bentley 3-Litre Boattail 1927

El Bentley 3 Litros (también denominado Bentley 3 Litre) fue el deportivo que puso a Bentley en el mapa automovilístico. Era un coche grande en comparación con el pequeño y ligero Bugatti Type 35 que por aquel entonces dominaba las carreras. El 3 Litre ganó en la categoría de 1800 kg las 24 Horas de Le Mans en 1924, con los pilotos John Duff y Frank Clement, y de nuevo en 1927, esta vez en la categoría de superdeportivos, con los conductores S. C. H. "Sammy" Davis y Benjafield Dudley. Su peso, tamaño y velocidad hicieron que Ettore Bugatti se refiriese a él como "el camión más rápido del mundo".

## Carrocería
La mayoría eran automóviles de turismo, pero con una inevitable variedad en las carrocerías. Entre sus propietarios más populares figuraron Jorge de Kent o la actriz Gertrude Lawrence.

## Ingeniería

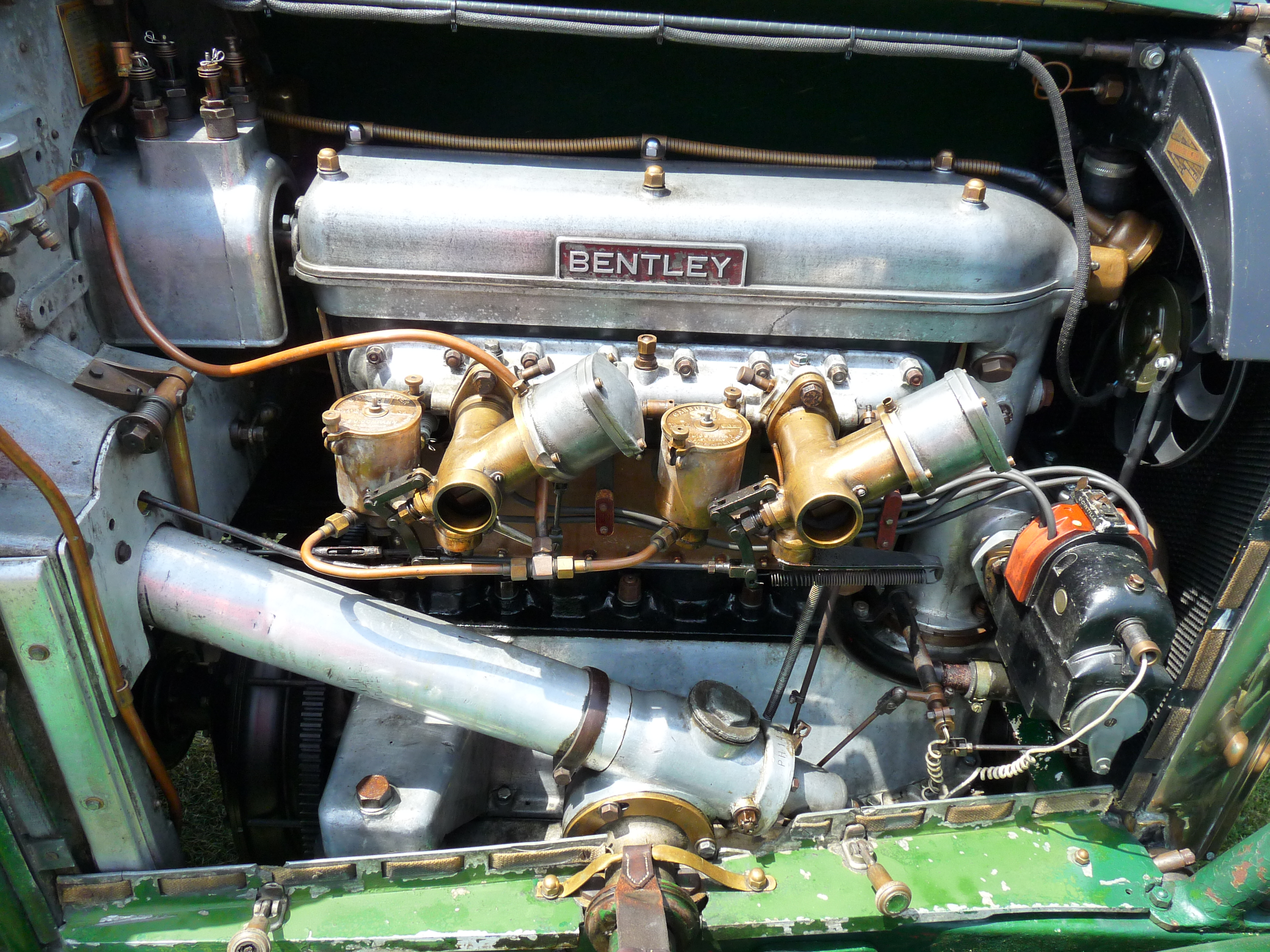
Bentley 3-litre motor, 1926

El 3 Litre (2996 cc) de cuatro cilindros en línea tenía un motor grande para su época, pero fueron sus innovaciones técnicas las que llamaron la atención de los aficionados al automovilismo. Fue uno de los primeros motores de producción en serie con cuatro válvulas por cilindro, impulsadas por un árbol de levas en cabeza. También fue uno de los primeros con dos bujías por cilindro y con dos carburadores. Para aumentar su durabilidad, el bloque del motor de hierro y la culata se fundían en una única pieza.
Su potencia de salida fue de aproximadamente 70 CV, permitiendo que los "3 Litros" alcanzaran los 129 km/h. La velocidad del Speed Model podía llegar a los 145 km/h, mientras que el Super Sports pasaba de los 161 km/h.
Portaba una caja de cambios de cuatro velocidades.
En los primeros coches solo se dispusieron frenos en las ruedas traseras, pero a partir de 1924 se montaron en las cuatro ruedas.

## Variantes
Hubo tres variantes principales del 3 Litre, que llegaron a ser conocidas por los colores utilizados en la placa del radiador. Sin embargo, no hay ninguna norma de fábrica que distinga las variantes por los colores.

### Blue label
Fue el modelo estándar con una longitud de 2985 mm entre ejes (entre 1921 y 1929) o una longitud de 3302 mm (desde 1923 hasta 1929).

### Red label
Este modelo utiliza un motor con relación de compresión (5.3:1). Con una distancia entre ejes de 2985 mm, se fabricó desde 1924 hasta 1929.

### Green label
Realizado entre 1924 y 1929, fue el modelo de alto rendimiento de la gama de los 3 Litre, con una relación de compresión de (6.3:1) y una longitud entre ejes más corta, de 2743 mm. Garantizaba una velocidad de 160 km/h.

## Producción
El 3 Litre se presentó en 1919 en el Salón del Automóvil de Londres, aunque el diseño del motor no se había terminado todavía. Se necesitaron dos años para poner a punto la producción del motor, y en septiembre de 1921 se entregaron las llaves al primer cliente de este modelo. La producción duró hasta 1929, momento en que el coche había sido superado por la propia Bentley con el 4 ½ Litros. El número de unidades producidas fue de:
- Experimental: 3 unidades
- 3 Litre: 1088 unidades
- Speed Model: 513 unidades
- Super Sports: 18 unidades